# Carl Betz
Carl Lawrence Betz  (9 de marzo de 1921 - 18 de enero de 1978) fue un actor estadounidense de teatro, cine y televisión. Apareció en gran variedad de series de televisión, ganando popularidad especialmente por interpretar al esposo televisivo de Donna Reed, el Dr. Alex Stone, de 1958 a 1966 en la comedia de ABC The Donna Reed Show. Entre 1967 y 1969, Betz interpretó al abogado defensor Clinton Judd en el drama judicial de ABC Judd, for the Defense, ganando un premio Emmy en 1969 por su trabajo en esta serie.

## Biografía

### Inicios
Betz nació en Pittsburgh (Pensilvania), en marzo de 1921, siendo el hijo mayor de Carl W. y Mary Leona Betz. Sus hermanos fueron Mary Louise, Leona Ruth y William Harlow.  Su padre era originario de Misuri y trabajaba como químico jefe de un laboratorio en el Condado de Allegheny.  
Betz, que se crio en los suburbios de Crafton y Mt. Lebanon en Pittsburgh,  se interesó por la actuación desde los diez años, edad a la que formó un grupo amateur de teatro junto a seis amigos.  Tras graduarse en la escuela secundaria de Mt. Lebanon en 1939, ganó una beca para la Universidad Duquesne.  A partir de 1942, Betz sirvió tres años y medio en el Ejército de los Estados Unidos durante la Segunda Guerra Mundial, siendo destinado a los frentes del norte de África e Italia. 
Tras finalizar la guerra, Betz regresó a Estados Unidos y finalizó sus estudios en la Universidad Carnegie Mellon, donde obtuvo una licenciatura en teatro. Después de graduarse, trabajó como locutor de radio y disc jockey antes de mudarse a Nueva York. Betz continuó trabajando en compañías de teatro y, durante un tiempo, como portero en el Radio City Music Hall.   

### Carrera

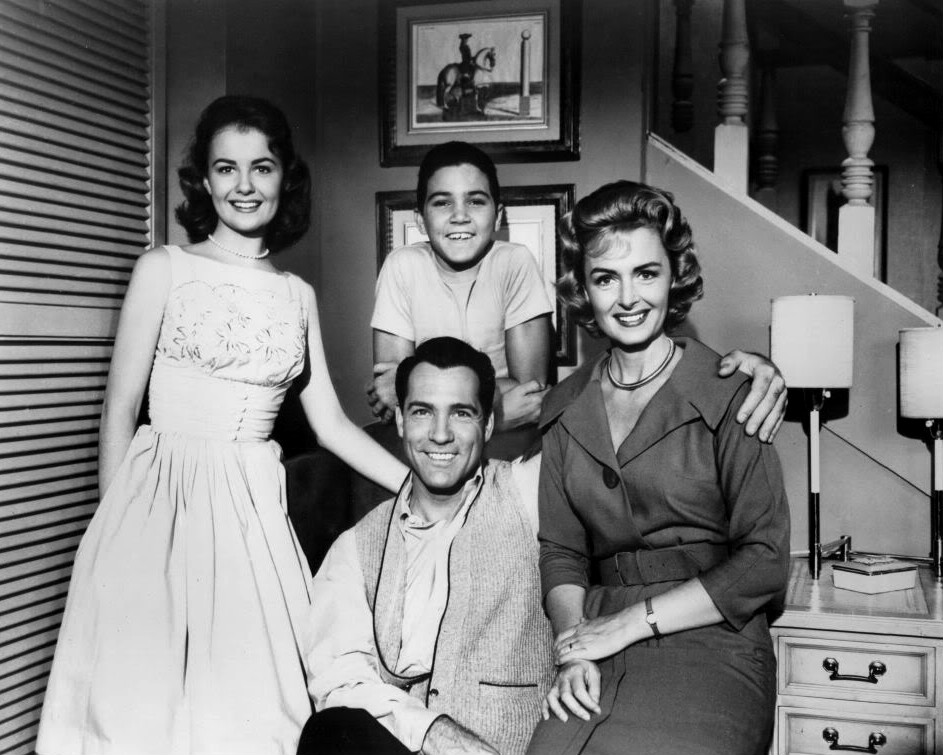
Donna Reed como Donna Stone, Paul Petersen como Jeff Stone, Carl Betz como el Dr. Alex Stone, Shelley Fabares como Mary Stone, El show de Donna Reed (1960)

Betz hizo su debut en Broadway en 1952 en la obra, The Long Watch,  y posteriormente realizó una gira de verano con Veronica Lake representando la obra The Voice of the Turtle. Apareció durante 18 meses como Collie Jordan en Love of Life e hizo apariciones especiales en series de televisión como Sheriff of Cochise, Perry Mason, Gunsmoke (como Nate Timble y Ned Glass, un forajido que intentaba enderezarse bajo un nombre falso en el episodio de 1957 "Gone Straight" - acreditado como "Carl Bentz"), The Millionaire y Alfred Hitchcock Presents.
En 1958, Betz fue elegido para interpretar al pediatra Dr. Alex Stone en la comedia de la ABC The Donna Reed Show. La serie giraba en torno a los problemas domésticos y escolares de una familia estadounidense de clase media desde finales de la década de 1950 hasta mediados de la de 1960. A menudo se convocaba a Alex para rescatar a su esposa Donna Stone (Reed) de situaciones incómodas y para supervisar el comportamiento de sus hijos, Mary (Shelley Fabares) y Jeff  (Paul Petersen). Jeff Stone presentó la exitosa canción sentimental "My Dad" en un episodio de 1962, cantándole la melodía a Betz. La serie fue un éxito para ABC y se emitió durante ocho temporadas desde septiembre de 1958 hasta marzo de 1966. Durante la emisión de la serie, Betz continuó actuado en papeles teatrales durante las pausas de rodaje. En 1964, apareció como el reverendo T. Lawrence Shannon en una representación teatral limitada de La noche de la iguana, por la que obtuvo excelentes críticas.  
Tras la finalización de The Donna Reed Show, Betz regresó a papeles televisivos y al trabajo teatral.  En 1967, el productor Paul Monash le ofreció a Betz el papel del abogado defensor Clinton Judd en el drama legal Judd, for the Defense. Monash había visto la actuación de Betz en La noche de la iguana en 1964 y quedó impresionado con su actuación. Betz inicialmente pensó que le ofrecían un papel como artista invitado, pero pronto se dio cuenta de que Monash le había propuesto protagonizar una nueva serie. Betz inicialmente tuvo dudas, afirmando: "No quería hacer otra serie, te aburres", pero finalmente cedió, porque le gustaron los guiones.  La serie, que se estrenó en ABC en septiembre de 1967, fue elogiada por los críticos, pero tuvo problemas con los índices de audiencia.  Poco después de que ABC cancelara la serie en 1969, Betz ganó el premio Primetime Emmy en la categoría de mejor actor en una serie dramática por su trabajo en la serie.  También tuvo apariciones como invitado en numerosas series y programas de televisión populares, como Misión: Imposible, The Mod Squad, Love, American Style y Starsky & Hutch. Uno de sus últimos papeles fue el del general Douglas MacArthur en la obra de teatro unipersonal I Shall Return.

### Vida personal y muerte
Betz se casó dos veces y tuvo un hijo. En junio de 1952 contrajo matrimonio con la actriz Lois Harmon con quien tuvo un hijo, Richard. La pareja se separó en mayo de 1960 y se divorció en 1961.  En diciembre de 1963, Betz se casó con Gloria Stone Martin, hermana de la actriz Nita Talbot.  De su matrimonio con Martin, Betz tuvo una hijastra, Río. Gloria y él permanecieron juntos durante 15 años, hasta la muerte de Carl. 
En 1977, a Betz le diagnosticaron un cáncer de pulmón terminal e inoperable. Mantuvo su diagnóstico en privado para poder seguir trabajando.  El 29 de noviembre de 1977, Betz ingresó en el Centro Médico Cedars-Sinai en Los Ángeles y falleció siete semanas después, el 18 de enero de 1978, a la edad de 56 años.  Sus restos mortales fueron incinerados. 

## Filmografía
| Año  | Título                        | Personaje                  | Notas         |
| ---- | ----------------------------- | -------------------------- | ------------- |
| 1952 | O. Henry's Full House         | Jimmie Valentine — Prólogo | No acreditado |
| 1952 | My Pal Gus                    | Mr. Nelson                 | No acreditado |
| 1952 | The President's Lady          | Charles Dickinson          |               |
| 1953 | Powder River                  | Loney Hogan                |               |
| 1953 | Inferno                       | Lieutenant Mike Platt      |               |
| 1953 | Vicki                         | Detective McDonald         |               |
| 1953 | City of Bad Men               | Deputy Phil Ryan           |               |
| 1953 | Dangerous Crossing            | John Bowman                |               |
| 1966 | Spinout                       | Howard Foxhugh             |               |
| 1975 | The Boy Who Talked to Badgers | Will MacDonald             |               |
| 1975 | The Meal                      | Jake Matheson              |               |
| 1975 | That Lady from Peking         | Max Foster                 |               |

| Año       | Título                              | Personaje                                    | Notas                                                         |
| --------- | ----------------------------------- | -------------------------------------------- | ------------------------------------------------------------- |
| 1953      | Your Jeweler's Showcase             |                                              | Episodio: "Lady's Choice"                                     |
| 1954      | Waterfront                          | Dave Herrick                                 | Episodio: "The Skipper's Day"                                 |
| 1954      | Kraft Television Theatre            |                                              | Episodio: "Party for Jonathan"                                |
| 1954      | The Big Story                       | Charles McKinney                             | Episodio: "Charles McKinney of the Tulsa World"               |
| 1954      | Robert Montgomery Presents          |                                              | Episodio: "Two Wise Woman"                                    |
| 1954–1955 | Love of Life                        | Collie Jordan                                | Elenco principal                                              |
| 1956      | I Spy                               |                                              | Episodio: "Dishonored Hero"                                   |
| 1956      | Appointment with Adventure          | Walter Pollard                               | Episodio: "Suburban Terror"                                   |
| 1956      | Crusader                            | Inspector Alan Kingman                       | 2 Episodios                                                   |
| 1957      | The Alcoa Hour                      | Howard Miller                                | Episodio: "No License to Kill"                                |
| 1957      | Gunsmoke                            | Nate Timble aka Jim Glass                    | Episodio: "Gone Straight"                                     |
| 1957      | Panic!                              | Co-Pilot Terry Blake                         | Episodio: "The Airline Hostess"                               |
| 1957      | Sheriff of Cochise                  | Paul Sloan                                   | Episodio: "Statute of Limitations"                            |
| 1957–1958 | The Millionaire                     | Miller Phil Williams                         | 2 Episodios                                                   |
| 1958      | Perry Mason                         | Dr. Ralph Chandler                           | Episodio: "The Case of the Sun Bather's Diary"                |
| 1958      | Alfred Hitchcock Presents           | Jerome Stanton                               | Temporada 3 Episodio 17: "The Motive"                         |
| 1958      | Alfred Hitchcock presenta           | Store Detective                              | Temporada 3 Episodio 20: "On the Nose"                        |
| 1958      | The Silent Service                  | LCDR Roy Benson                              | Episodio: "Mine for Keeps"                                    |
| 1958      | Broken Arrow                        | Trent                                        | Episodio: "Jeopardy"                                          |
| 1958      | Mickey Spillane's Mike Hammer       | Butler Tilton                                | Episodio: "A Detective Tail"                                  |
| 1958–1966 | The Donna Reed Show                 | Dr. Alex Stone                               | 272 Episodios                                                 |
| 1967–1969 | Judd, for the Defense               | Clinton Judd                                 | 50 Episodios                                                  |
| 1968      | Premiere                            | Dr. Frank Chandler                           | Episodio: "Crisis"                                            |
| 1968–1974 | Insight                             | Father Ryan Walter P. Hendricks General Dodd | 3 Episodios                                                   |
| 1969      | Felony Squad                        | Clinton Judd                                 | Episodio: "The Law and Order Blues"                           |
| 1969      | The Monk                            | Danny Gouzenko                               | Telefilme                                                     |
| 1969      | Love, American Style                | John Fillmore                                | Episodio: "Love and the Former Marriage"                      |
| 1969–1971 | The F.B.I.                          | Gar Shelton Martin Ashton                    | 2 Episodios                                                   |
| 1970      | Bracken's World                     | Jeffrey Harris                               | Episodio: "Money Men"                                         |
| 1970      | Medical Center                      | Jason Purcell                                | Episodio: "The V.D. Story"                                    |
| 1970      | McCloud                             | Aldon F. Flanders                            | Episodio: "Who Says You Can't Make Friends in New York City?" |
| 1970      | Ironside                            | Jason Banning                                | Episodio: "The Lonely Way to Go"                              |
| 1970      | Night Gallery                       | Dr. Max Redford                              | Episodio: "The Dead Man"                                      |
| 1970–1972 | Misión imposible                    | General Yuri Kozani Dutch Krebbs             | 2 Episodios                                                   |
| 1971      | The Mod Squad                       | R.J. Coleman                                 | Episodio: "A Bummer for R.J."                                 |
| 1971      | In Search of America                | Ben Olson                                    | Telefilme                                                     |
| 1971      | The Deadly Dream                    | Dr. Howard Geary                             | Telefilme                                                     |
| 1972      | Norman Corwin Presents              |                                              | Episodio: "The Joy of Living"                                 |
| 1972      | Cannon                              | Arthur Bellamy                               | Episodio: "The Endangered Species"                            |
| 1972      | The Streets of San Francisco        | Jeff Williams                                | Episodio: "The Bullet"                                        |
| 1973      | Set This Town on Fire               | Andy Wells                                   | Telefilme                                                     |
| 1973      | Barnaby Jones                       | Marshall Briggs                              | Episodio: "Stand-In for Death"                                |
| 1973      | The Magician                        | Paul Ryerson                                 | Episodio: "Man on Fire"                                       |
| 1973      | The New Perry Mason                 | Clinton Exeter                               | Episodio: "The Case of the Spurious Spouse"                   |
| 1974      | Killdozer!                          | Dennis Holvig                                | Telefilme                                                     |
| 1974      | Marcus Welby, M.D.                  | Dr. Simon Bryant                             | Episodio: "No Gods in Sight"                                  |
| 1975      | The Daughters of Joshua Cabe Return | Will                                         | Telefilme                                                     |
| 1975      | The Wonderful World of Disney       | Will MacDonald                               | 2 Episodios                                                   |
| 1975      | S.W.A.T.                            | Greg Colby                                   | Episodio: "Criss-Cross"                                       |
| 1975      | Matt Helm                           | Purcell                                      | Episodio: "Think Murder"                                      |
| 1976      | Starsky & Hutch                     | Father Ignatius                              | Episodio: "Silence"                                           |
| 1976      | Police Story                        | Chief Elliott                                | Episodio: "Open City"                                         |
| 1976      | Brink's: The Great Robbery          | Paul Jackson                                 | Telefilme                                                     |
| 1976      | Jigsaw John                         |                                              | Episodio: "Plastique"                                         |
| 1977      | Most Wanted                         | Hill                                         | Episodio: "The Hit Men"                                       |
| 1977      | Quincy, M.E.                        | Attorney Paul Barkley                        | Episodio: "Hit and Run at Danny's"                            |
| 1977      | The Hardy Boys/Nancy Drew Mysteries | Alex Richmond                                | Episodio: "A Haunting We Will Go"                             |
| 1977      | Kingston: Confidential              | Chaplain Potter                              | Episodio: "The Cult",                                         |

## Premios y nominaciones
| Año  | Galardón               | Categoría                                    | Obra nominada         | Resultado |
| ---- | ---------------------- | -------------------------------------------- | --------------------- | --------- |
| 1969 | Premios Globo de Oro   | Mejor actor de televisión masculino          | Judd, for the Defense | Ganador   |
| 1969 | Premios Primetime Emmy | Mejor actor principal en una serie dramática | Judd, for the Defense | Ganador   |